# Tischtennisweltmeisterschaft 1979
Die 35. Tischtennisweltmeisterschaft fand vom 25. April bis 6. Mai 1979 in Pjöngjang (Nordkorea) statt.

## Die Sieger
Sensationell entthronte die von Ferenc Sidó trainierte ungarische Mannschaft mit dem mehrfachen Weltmeister István Jónyer an der Spitze die chinesischen Titelverteidiger mit einem 5:1-Finalsieg. Bereits in den Gruppenspielen hatte Ungarn gegen China mit 5:2 gewonnen. Entscheidend war, dass die ungarischen Spieler am besten mit den chinesischen Aufschlägen zurecht kamen. Zusätzlich hatten sowohl István Jónyer als auch Gábor Gergely ihre Spielweise der von Tibor Klampár angenähert, agierten dichter am Tisch und legten den Schwerpunkt auf den aggressiven, temporeichen und weniger spinbetonten Topspin.
Das Herreneinzel gewann der Japaner Seiji Ono gegen den hohen Favoriten Guo Yuehua, der das Endspiel verletzungsbedingt aufgab.
Im Herrendoppel siegten in einem rein europäischen Finale die Jugoslawen Antun Stipančić/Dragutin Šurbek gegen die Weltmeister von 1971 István Jónyer/Tibor Klampár.

## Abschneiden der Deutschen

### Mannschaftswettbewerb
Die Herren gewannen gegen die USA und gegen Frankreich, verloren danach gegen Nordkorea, Jugoslawien, China, Ungarn und England und besiegten am Schluss Australien. Die Damen siegten gegen die ČSSR, USA, Bulgarien, Hongkong und Rumänien. Sie verloren gegen England, UdSSR, Jugoslawien und Nordkorea.

### Herreneinzel
Alle deutschen Herren erreichten die dritte Runde. Hier verloren Jochen Leiß gegen den Chinesen Guo Yuehua (nach Siegen über Martti, FIN und Carlsson, SWE), Peter Stellwag gegen den späteren Weltmeister Seiji Ono (nach Freilos und Sieg Tim Boggan, USA), Hans-Joachim Nolten gegen Tibor Klampár (nach Siegen gegen Van Slobbe, NED und Patrick Birocheau, FRA), Engelbert Hüging gegen den späteren Dritten Li Zhenshi aus China (nach Siegen gegen Knapp, AUS und Gheorghe, ROM) und Ralf Wosik gegen den späteren Vierten Liang Geliang aus China (nach Siegen gegen Zoran Kalinić, YUG und Ricky Seemiller, USA).

### Herrendoppel
Hüging spielte mit dem Russen Igor Solopov und verlor in Runde 3 gegen die Chinesen Wang Huiyuan / Li Zhenshi. Nolten und Wosik schied bereits in der ersten Runde gegen Appelgren (SVE) / Böhm (ROM) aus. Am erfolgreichsten waren Leiß / Stellwag, die bis ins Viertelfinale vordrangen und hier von den Ungarn Jonyer / Klampar geschlagen wurden.

### Dameneinzel
Monika Kneip-Stumpe musste sich erst in einer Qualifikationsrunde für die Hauptrunden qualifizieren, was aber misslang. Kirsten Krüger schied in der ersten Runde gegen Pak Yong-ok aus Nordkorea aus. Lediglich Ursula Hirschmüller überstand Runde 1 durch einen Sieg über Ferenczi (ROM), scheiterte danach aber an Ilona Uhlíková (CSR).

### Damendoppel
Die zwei Doppel mit deutscher Beteiligung schieden bereits in der ersten Runde aus: Hirschmüller / Krüger gegen die späteren Vizeweltmeister Ge Xinai / Yan Guili aus China und Kneip-Stumpe / Stevenson (ENG) gegen Uhliková / Silhanova (CSR).

### Mixed
In diesem Wettbewerb traten drei deutsche Paare an, allerdings scheiterten alle in der ersten Runde: Leiß / Kneip-Stumpe gegen Fabri / Jurcic (YUG), Nolten / Krüger gegen Secretin / Bergeret (FRA) und Wosik / Hirschmüller gegen Cho Yong-ho / Pak Yong-ok (Nordkorea).

## Politik
Nordkorea verweigerte den Mannschaften von Israel und Südkorea die Einreise. Überlegungen der anderen Teilnehmer, die Weltmeisterschaft zu boykottieren oder zu einem „Weltturnier“ herabzustufen, fanden keine Mehrheit.

## Wissenswertes
- Wiebke Hendriksen sagte im Vorfeld ihre Teilnahme an dieser WM aus beruflichen Gründen ab, um als Lehrerin Unterrichtsausfälle zu vermeiden.[2]
- Der Chinese Guo Yuehua erhält vom SCI den Richard Bergmann Fair Play Preis.
- Die Chinesin Ge Xinai erhält vom SCI den Victor Barna Preis.
- Im Vorfeld hatten Amerika und Japan auf die Ausrichtung der Weltmeisterschaft verzichtet.[3]
- Nordkorea verausgabt am 25. April 1979 sechs Postwertzeichen zur Weltmeisterschaft (Michel-Katalog Nr. 1828–1833) in gezähnter und geschnittener Ausführung. Dazu gibt es einen Ersttagssonderstempel Pjöngjang und ein Ganzsachenumschlag.

## Ergebnisse
| Wettbewerb        | Rang | Sieger                                                                                       |
| ----------------- | ---- | -------------------------------------------------------------------------------------------- |
| Mannschaft Herren | 1.   | Ungarn (János Takács, Tibor Kreisz, Gábor Gergely, István Jónyer, Tibor Klampár)             |
| Mannschaft Herren | 2.   | China (Guo Yuehua, Huang Liang, Lu Qiwei, Li Zhenshi, Liang Geliang)                         |
| Mannschaft Herren | 3.   | Japan (Hideo Gotoh, Hiroyuki Abe, Masahiro Maehara, Norio Takashima, Seiji Ono)              |
| Mannschaft Herren | 11.  | Deutschland (Engelbert Hüging, Jochen Leiß, Hans-Joachim Nolten, Peter Stellwag, Ralf Wosik) |
| Mannschaft Herren | 22.  | Österreich (Erich Amplatz, Gottfried Bär, Walter Frank, Günter Müller, Franz Waldhäusl)      |
| Mannschaft Herren | 25.  | Schweiz (Thomas Busin, Laszlo Földy, Martin Hafen, D.Huber)                                  |
| Mannschaft Damen  | 1.   | China (Zhang Li, Zhang Deying, Cao Yanhua, Ge Xinai)                                         |
| Mannschaft Damen  | 2.   | Nordkorea (Ri Song-suk, Pak Yung-sun, Pak Yong-ok, Hong Gil-soon)                            |
| Mannschaft Damen  | 3.   | Japan (Kayoko Kawahigashi, Shoko Takahashi, Yoshiko Shimauchi, Kayo Sugaya)                  |
| Mannschaft Damen  | 9.   | Deutschland (Ursula Hirschmüller, Monika Kneip-Stumpe, Kirsten Krüger)                       |
| Mannschaft Damen  | 29.  | Österreich (Dolores Fetter, Brigitte Gropper)                                                |
| Mannschaft Damen  | 31.  | Schweiz (Franziska Weibel-De Thum, Renate Wyder)                                             |
| Herren Einzel     | 1.   | Seiji Ono – JPN                                                                              |
| Herren Einzel     | 2.   | Guo Yuehua – CHN                                                                             |
| Herren Einzel     | 3.   | Li Zhenshi – CHN                                                                             |
| Herren Einzel     | 3.   | Liang Geliang – CHN                                                                          |
| Damen Einzel      | 1.   | Ge Xinai – CHN                                                                               |
| Damen Einzel      | 2.   | Ri Song-suk – PRK                                                                            |
| Damen Einzel      | 3.   | Zhang Deying – CHN                                                                           |
| Damen Einzel      | 3.   | Tong Ling – CHN                                                                              |
| Herren Doppel     | 1.   | Antun Stipančić/Dragutin Šurbek – YUG                                                        |
| Herren Doppel     | 2.   | István Jónyer/Tibor Klampár – HUN                                                            |
| Herren Doppel     | 3.   | Guo Yuehua / Liang Geliang – CHN                                                             |
| Herren Doppel     | 3.   | Wang Huiyuan / Li Zhenshi – CHN                                                              |
| Damen Doppel      | 1.   | Zhang Deying / Zhang Li – CHN                                                                |
| Damen Doppel      | 2.   | Ge Xinai / Yan Guili – CHN                                                                   |
| Damen Doppel      | 3.   | Ri Song-suk/Ro Jong-suk – PRK                                                                |
| Damen Doppel      | 3.   | Eržebet Palatinuš/Gordana Perkučin – YUG                                                     |
| Mixed             | 1.   | Liang Geliang/Ge Xinai – CHN                                                                 |
| Mixed             | 2.   | Li Zhenshi/Yan Guili – CHN                                                                   |
| Mixed             | 3.   | Wang Huiyuan/Zhang Deying – CHN                                                              |
| Mixed             | 3.   | Jacques Secrétin/Claude Bergeret – FRA                                                       |

## Medaillenspiegel
| Rang  | Land                | Gold | Silber | Bronze | Gesamt |
| ----- | ------------------- | ---- | ------ | ------ | ------ |
| 1     | Volksrepublik China | 4    | 4      | 7      | 15     |
| 2     | Ungarn              | 1    | 1      | 0      | 2      |
| 3     | Japan               | 1    | 0      | 2      | 3      |
| 4     | Jugoslawien         | 1    | 0      | 1      | 2      |
| 5     | Nordkorea           | 0    | 2      | 1      | 3      |
| 6     | Frankreich          | 0    | 0      | 1      | 1      |
| Total | Total               | 7    | 7      | 12     | 26     |